# Doleschallia crameri
Doleschallia crameri är en fjärilsart som beskrevs av William Lucas Distant. Doleschallia crameri ingår i släktet Doleschallia och familjen praktfjärilar. Inga underarter finns listade i Catalogue of Life.